# Ambérieux (Ródano)
Ambérieux é uma comuna francesa na região administrativa de Auvérnia-Ródano-Alpes, no departamento do Ródano. Estende-se por uma área de 4.55 km². Em 2010 a comuna tinha 595 habitantes (densidade: 130,8 hab./km²).